# Saint Georges et le Dragon (Moreau)
Pour les articles homonymes, voir Saint Georges et le Dragon.
Saint Georges et le Dragon est une huile sur toile de Gustave Moreau peinte en 1889 pour l'armateur marseillais Louis Mante. Cette peinture se caractérise par un certain hiératisme iconique qui contraste avec le Saint Georges de Raphaël au Louvre qui lui a servi de modèle.

## Historique
Le Saint Georges est une commande qui a lieu en 1889 dans un contexte où les commandes les plus prestigieuses se multiplient. La comtesse Greffulhe, les Rothschild, Beer, Goldschmidt, Mant ; tous sont prêts à payer des prix très élevés pour obtenir des œuvres d'un artiste réticent à se séparer de ses créations. Le commanditaire est l'armateur marseillais Louis Mante, déjà possesseur d'œuvres majeures de Moreau telles que Salomé dansant devant Hérode ou Hercule et l'Hydre de Lerne,. Moreau avait déjà commencé ce tableau bien avant la commande de Mante et peut être datée aux alentours de 1870. L'étude radiographique révèle que la première composition de l'œuvre est très proche d'une aquarelle datée de 1869 (à présent dans une collection privée de Stuttgart). Ainsi, Moreau achève pour Louis Mante un tableau qui se trouvait dans le débarras, près de son atelier, depuis des années. Le tableau est achevé en 1889, la même année que la commande mais Louis Mante, très occupé ne vient le voir que des mois plus tard et ne donne à Moreau les 9 000 F qu'il lui avait promis qu'en décembre 1890.

## Description
Moreau représente ici un saint Georges jeune aux cheveux longs et au physique androgyne. Son manteau s'envole pendant que son cheval se cabre et qu'il transperce de sa lance le poitrail du dragon. La princesse orante, coiffée d'une haute et riche couronne se tient sur de hautes montagnes à l'arrière-plan, précédée d'une forteresse coiffée d'un clocheton,,.

## Interprétation
Par son attitude hiératique et sa proximité formelle avec l'icône byzantine caractérisée par ce nimbe doré, ce saint Georges n'a pas toute la fougue de celui de Raphaël, quoiqu'il en reprenne la représentation casquée, le manteau envolé et la cabrade du cheval,. Cette association avec la peinture d'icônes renforce la sainteté du saint Georges, elle-même accentuée par la blancheur du cheval, symbole de pureté spirituelle. En tuant le dragon et en sauvant la princesse menacée par celui-ci, ce saint-Georges symbolise le triomphe de la pureté spirituelle sur les instincts les plus bestiaux et cruels. Marcel Proust dit à propos de cette œuvre que le saint Georges, « quand il tue le Dragon a l'air de subir avec calme sa propre vaillance et d'être le lieu légendaire et vaguement rêveur de cet acte mythologique ».
Renaissance, art byzantin, gothique, persan ou encore roman, cette peinture relève d'un certain éclectisme propre à Gustave Moreau. À titre d'exemple, le château derrière la princesse a un aspect mauresque tandis que sa tour, couverte d'un dôme est en fait inspirée des clochetons de Notre-Dame-la-Grande à Poitiers, une église romane,. Le manteau de la princesse quant à lui relève davantage de motifs indiens et persans.